# Obing
Obing è un comune tedesco di 3 948 abitanti, situato nel land della Baviera.